# Bojongslawi
Bojongslawi is een bestuurslaag in het regentschap Indramayu van de provincie West-Java, Indonesië. Bojongslawi telt 3075 inwoners (volkstelling 2010).